# Ambeodontus binodosus
Ambeodontus binodosus là một loài bọ cánh cứng trong họ Cerambycidae.